# Waldbrunn (Odenwald)
Waldbrunn este o comună din districtul Neckar-Odenwald din landul Baden-Württemberg, Germania.